# Nebkaure Heti

Nebkaure Heti je bil staroegipčanski faraon iz Devete ali Desete dinastije, ki je vladala v Prvem  vmesnem obdobju. 

## Vladanje
O dogodkih med Hetijevo vladavino ni skoraj nič znanega. Zaradi različnih mnenj egiptologov je težavna tudi časovna umestitev njegove vladavine. Veliko egiptologov ga ima za četrtega faraona  Devete dinastije, drugega z imenom Heti in neposrednega naslednika faraona Neferkareja VII. Drugi egiptologi, med njimi Jürgen von Beckerath, so prepričani, da je Nebkaure Heti vladal v Deseti dinastiji, morda pred Meriibre Hetijem.
Revizionistični zgodovinar David Rohl v svoji Novi kronologiji piše, da je bil Nebkaure Heti faraon, ki se je srečal z Abrahamom med njegovim obiskom Egipta.

## Dokazi
Dokazov za vladarje pred njim, za njim in za Nebkaureja samega, je zelo malo.  Na Torinskem seznamu kraljev je vpisan v registru 4.21.  Edini razpoložljivi  dokaz je utež iz rdečega jaspisa s kartušo z njegovim imenom, ki jo je odkril Flinders Petrie pri Tell el-Retabahu ob vadiju Tumilat v vzhodni Nilovi delti. Utež je razstavljena v Petrijevem muzeju  (UC11782).
Ime kralja Nebkaureja se pojavlja  na papirusu Berlin 3023  iz poznega Srednjega kraljestva, ki vsebuje del dobro znane in priljubljene Povesti o zgovornem kmetu.  Kralj Nebkaure, ki je užival v kmetovem besedičenju, je bil zelo verjetno Nebkaure Heti.